# Robot articulat

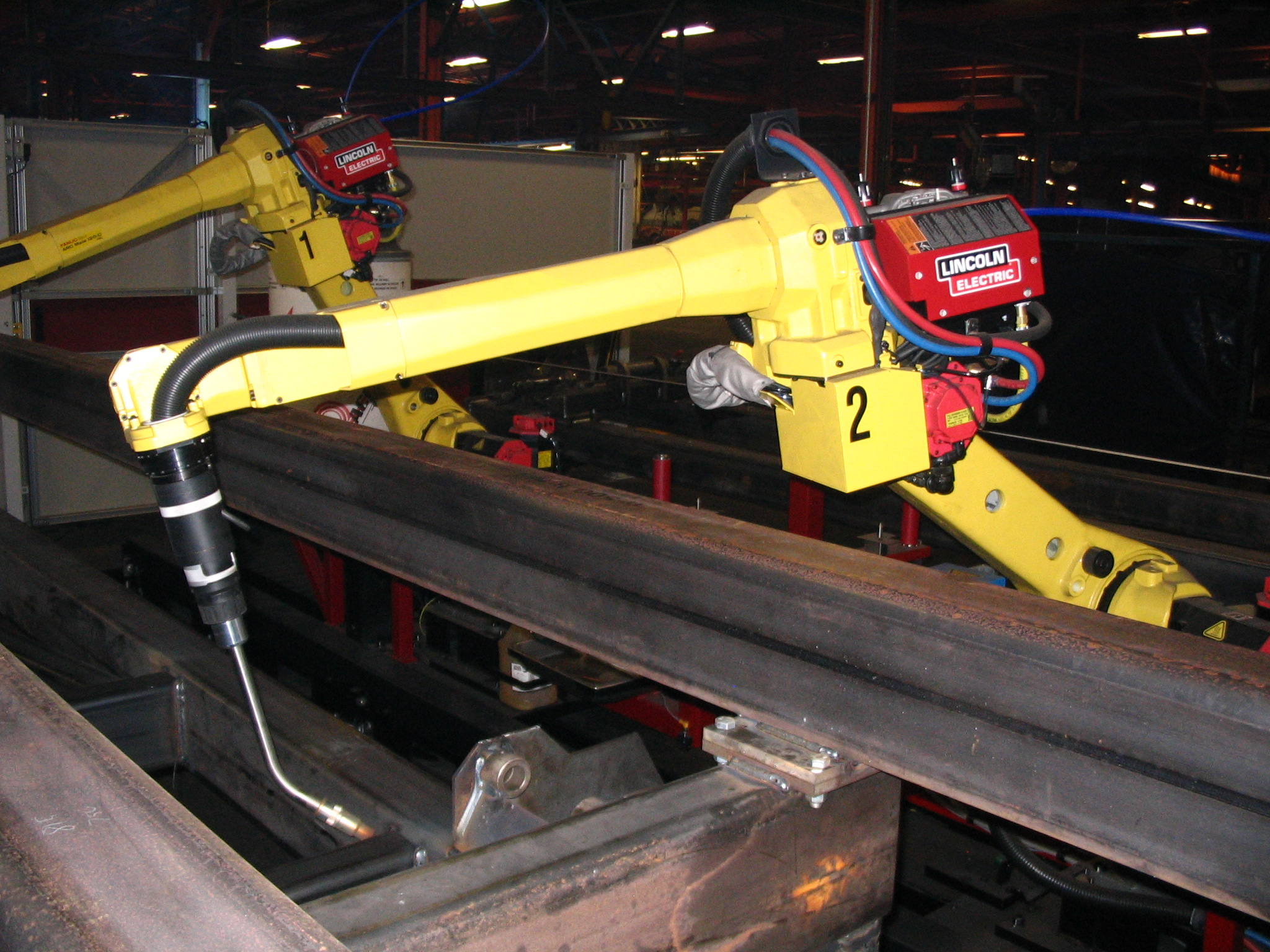
Un robot articulat, de l'empresa FANUC, soldant uns components.

Un robot articulat, o angular, és un robot industrial compost de, com a mínim, tres articulacions de revolució amb el primer eix de rotació disposat en sentit vertical i els altres dos en paral·lel en sentit horitzontal.
Aquesta distribució imita el braç humà i és molt flexible. Sovint incorpora sis o set graus de llibertat per oferir redundància i permetre abastar posicions de difícil accés. Per altra banda la cinemàtica és difícil de modelar i el pes acumulat dels actuadors afecta la precisió, repetibilitat i càrrega útil. Tot i això, per a la majoria d'aplicacions, és el robot que ofereix un millor rendiment. També s'ha de destacar que hi ha múltiples solucions constructives per aquest tipus de robot, incloent-hi cadenes cinemàtiques complexes que donen més rigidesa al manipulador i permeten desplaçar més càrrega.
Els robots articulats es fan servir en tot tipus d'aplicacions i són els més emprats industrialment. Algunes de les tasques més comunes d'aquest tipus de robot són la pintura, soldadura, manipulació de materials o empaquetatge. Les mides d'aquests tipus de configuració són molt variables, entre 0,5 metres fins a més de 3,5 m, amb grans diferències en la capacitat de càrrega, que pot anar des d'uns 3 kg fins a una tona. Segons la Federació Internacional de Robòtica, l'any 2013, els robots articulats representaven una quota de mercat del 60% sobre el total de robots industrials venuts.

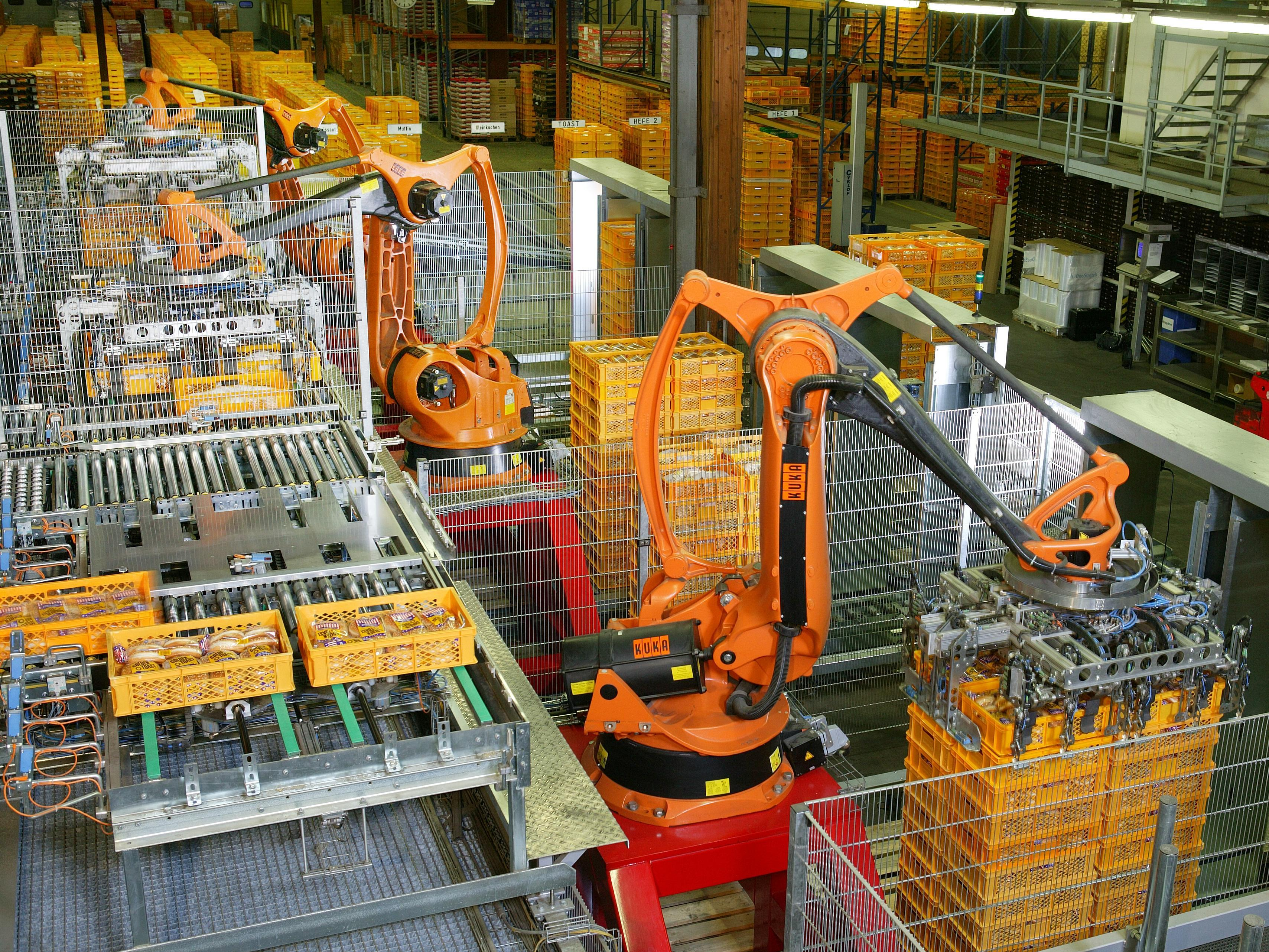
Robots angulars de paletització, de l'empresa KUKA, amb estructura complexa per incrementar la càrrega útil.

## Cinemàtica
La cinemàtica directa d'un manipulador articulat es pot obtenir seguint el conveni de Denavit-Hartenberg. A la imatge adjunta hi ha l'abstracció d'un manipulador angular de tres graus de llibertat, RRR. El primer origen de coordenades s'ha establert a la intersecció entre z0 i z1 per simplificar el paràmetre del desplaçament de l'element (d1 = 0). Tots els eixos z s'han establert segons la direcció de rotació de l'articulació, mentre que els eixos x s'han situat seguint la direcció relativa dels enllaços (simplificant els paràmetres d₂ i d₃).

Assignació del sistema de coordenades a cada articulació, seguint el conveni de Denavit-Hartenberg, per un manipulador articulat RRR.

Pels sistemes de coordenades presentats, els paràmetres de Denavit-Hartenberg s'inclouen a la taula següent:
| Element | ai | αi  | di | θi  |
| ------- | -- | --- | -- | --- |
| 1       | 0  | π/2 | 0  | θ1* |
| 2       | a₂ | 0   | 0  | θ₂* |
| 3       | a₃ | 0   | 0  | θ₃* |

Aleshores, les matrius de transformació homogènies per cada articulació són:
{\displaystyle A_{1}^{0}(\theta _{1})={\begin{bmatrix}c_{1}&0&s_{1}&0\\s_{1}&0&-c_{1}&0\\0&1&0&0\\0&0&0&1\end{bmatrix}}}
{\displaystyle A_{2}^{1}(\theta _{2})={\begin{bmatrix}c_{2}&-s_{2}&0&a_{2}c_{2}\\s_{2}&c_{2}&0&a_{2}s_{2}\\0&0&1&0\\0&0&0&1\end{bmatrix}}}
{\displaystyle A_{3}^{2}(\theta _{3})={\begin{bmatrix}c_{3}&-s_{3}&0&a_{3}c_{3}\\s_{3}&c_{3}&0&a_{3}s_{3}\\0&0&1&0\\0&0&0&1\end{bmatrix}}}
Aleshores, les equacions de la cinemàtica directa són:
{\displaystyle T_{3}^{0}(q)=A_{1}^{0}\cdot A_{2}^{1}\cdot A_{3}^{2}={\begin{bmatrix}c_{1}c_{23}&-c_{1}s_{23}&s_{1}&c_{1}(a_{2}c_{2}+a_{3}c_{23})\\s_{1}c_{23}&-s_{1}s_{23}&-c_{1}&s_{1}(a_{2}c_{2}+a_{3}c_{23})\\s_{23}&c_{23}&0&a_{2}s_{2}+a_{3}s_{23}\\0&0&0&1\end{bmatrix}}}
On {\displaystyle q=[\theta _{1},\theta _{2},\theta _{3}]^{T}}. Com que z₃ està alineat amb z₂, el sistema de coordenades 3 no coincideix amb un possible sistema de coordenades d'un terminal i per instal·lar-ne un s'ha d'aplicar una transformació.
Per altra banda, la cinemàtica inversa calcula a quins angles han de ser les articulacions per assolir una posició del terminal concreta. En aquest cas es té una posició qualsevol del terminal, {\displaystyle O_{3}=[x_{3},y_{3},z_{3}]}, i s'han de determinar els angles de les articulacions, {\displaystyle \theta _{1},\theta _{2},\theta _{3}}, necessaris per assolir aquesta posició.
Aquest problema es pot resoldre amb el mètode geomètric. Si es referencia la cinemàtica a la base fixa es pot trobar immediatament l'angle {\displaystyle \theta _{1}} necessari:
{\displaystyle \theta _{1}=atan2(y_{3},x_{3})}
Per altra banda, considerant solament els elements 2 i 3 situats en un pla com el que es pot veure a la figura adjacent, es pot emprar el teorema de Pitàgores i el teorema del cosinus per determinar els angles restants.
{\displaystyle {\begin{cases}r^{2}=x_{3}^{2}+y_{3}^{2}\\r^{2}+z_{3}^{2}=a_{2}^{2}+a_{3}^{2}+2a_{2}a_{3}cos(\theta _{3})\end{cases}}}

Dues disposicions diferents dels elements 2 i 3 d'un braç articulat que compleixen la cinemàtica inversa.

D'aquest sistema de dues equacions amb dues incògnites, {\displaystyle r} i {\displaystyle \theta _{3}}, es pot aïllar {\displaystyle \theta _{3}} com:
{\displaystyle cos(\theta _{3})={\frac {x_{3}^{2}+y_{3}^{2}+z_{3}^{2}-a_{2}^{2}-a_{3}^{2}}{2a_{2}a_{3}}}}
Aquesta expressió permet obtenir el valor de l'angle de la tercera articulació en funció del vector de posició del terminal. Tot i això, per motius computacionals, és preferible formular aquesta expressió amb l'arctangent abans que amb l'arccosinus. Aquest canvi es pot desenvolupar de la següent manera:
{\displaystyle sin(\theta _{3})=\pm {\sqrt {1-cos^{2}(\theta _{3})}}}
{\displaystyle \theta _{3}=atan2\left({\frac {\pm {\sqrt {1-cos^{2}(\theta _{3})}}}{cos(\theta _{3})}}\right)}
A on {\displaystyle cos(\theta _{3})} és l'expressió que s'ha trobat prèviament. Com es pot veure, existeixen dues solucions possibles per {\displaystyle \theta _{3}} segons el símbol de l'arrel quadrada que s'usi. Aquestes dues solucions es corresponen a les configuracions colze amunt o colze avall, que es poden veure a la imatge adjunta prèviament.
Amb l'angle de l'articulació 3 definida, ja només queda determinar l'angle de la segona articulació. Aquest valor es pot trobar mitjançant la diferència entre {\displaystyle \alpha } i {\displaystyle \beta }, il·lustrades a la figura prèvia:
{\displaystyle \theta _{2}=\beta -\alpha }
{\displaystyle \beta =atan\left({\frac {z_{3}}{r}}\right)=atan\left({\frac {z_{3}}{\pm {\sqrt {x_{3}^{2}+y_{3}^{2}}}}}\right)}
{\displaystyle \alpha =atan\left({\frac {a_{3}sin(\theta _{3})}{a_{2}+a_{3}cos(\theta _{3})}}\right)}
I així, finalment:
{\displaystyle \theta _{2}=atan\left({\frac {z_{3}}{\pm {\sqrt {x_{3}^{2}+y_{3}^{2}}}}}\right)-atan\left({\frac {a_{3}sin(\theta _{3})}{a_{2}+a_{3}cos(\theta _{3})}}\right)}
Les dues possibilitats, segons la tria del signe de l'arrel quadrada, tornen a correspondre's amb les dues configuracions colze amunt i colze avall. Així doncs, resolent les tres equacions plantejades, es poden trobar els angles necessaris per moure's a una posició determinada de l'espai.